# Борисюк Ярослав Аркадійович
Ярослав Аркадійович Борисюк (16 березня 1956, с. Велика Омеляна Рівненського району Рівненської області) — художник, живописець, графік. Член Спілки художників із 1998 року.

## Життєпис
1973 року закінчив середню школу № 6 міста Рівного та одночасно Рівненську дитячу художню школу, 1974 року – студію художників-оформлювачів при Рівненській дитячій художній школі. 
Впродовж 1976-1979 працював художником-оформлювачем у Рівненському технічному училищі № 1. 1983 року закінчив Одеське художнє училище імені М. Б. Грекова, відділення графіки.
Упродовж 1983-1992 працював художником у Рівненських художньо виробничих майстернях Художнього фонду України, у 1993-1997 – художником-графіком у місцевій газеті «Вільне слово». В 2000-2009 – художник у Рівненській гуманітарній гімназії. 
Живе та працює в Рівному.

## Творча діяльність
Творчий доробок Ярослава Борисюка нараховує близько тисячі картин: графіка, автопортрети, портрети. Основним жанром творчості є пейзаж. 
Його полотна зберігаються в Рівненській гуманітарій гімназії, в приватних колекціях Польщі, Ізраїлю, США, України, Білорусі, Росії. 
Перші роботи художника – автопортрет (1981), «Зимовий пейзаж» (1982). 
Ярослав Борисюк пише картини футбольної тематики: «Воротар» (2001), подарована музеєві київського футбольного клубу «Динамо»; портрет головного тренера «Динамо» Валерія Лобановського – «Маестро» (2002).
Упродовж 1993-2007 ілюстрував книги відомих рівненських письменників Ю. Берези, Б. Столярчука, М. Пшеничного, В. Басараби, Є. Шморгуна, Ю. Боровця.

## Персональні виставки
- 2000 – виставковий зал НСХ України (Рівне)
- 2001 – музей мистецтв (Рівне)
- 2006 – художній салон «Художник»

## Галерея

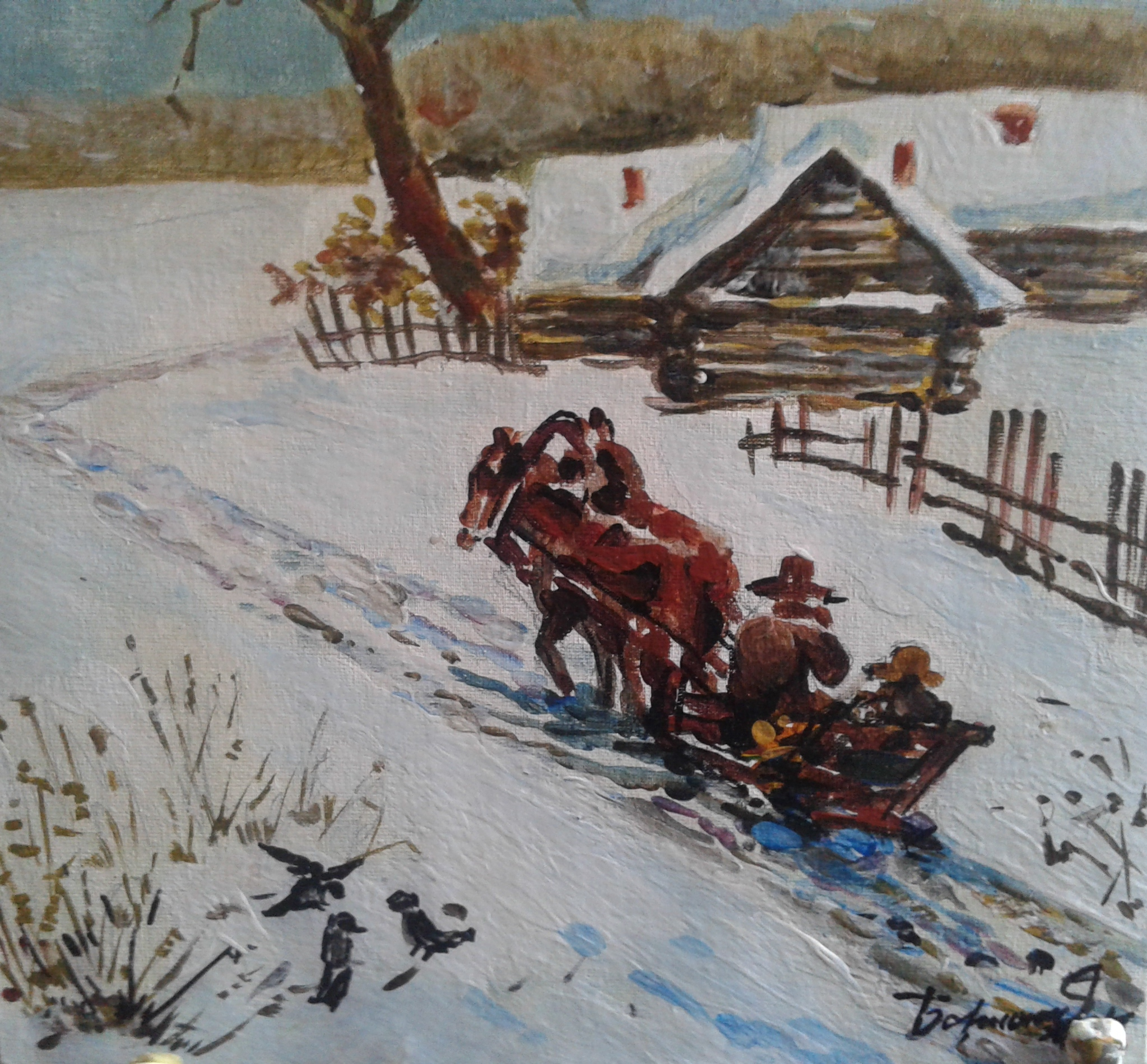
Картина "Взимку"  Борисюк Я. А.
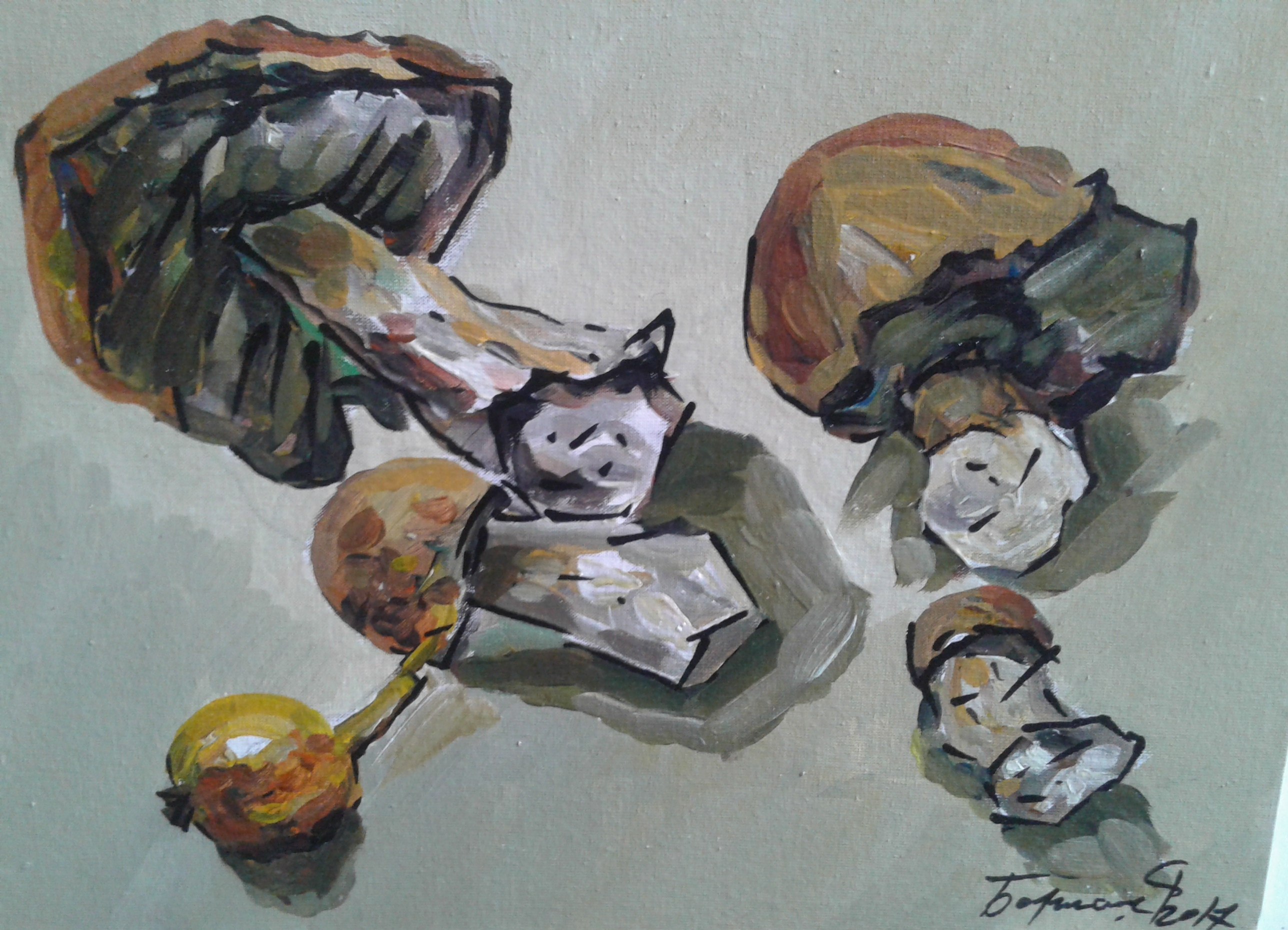
Картина "Гриби" Борисюк Я. А.
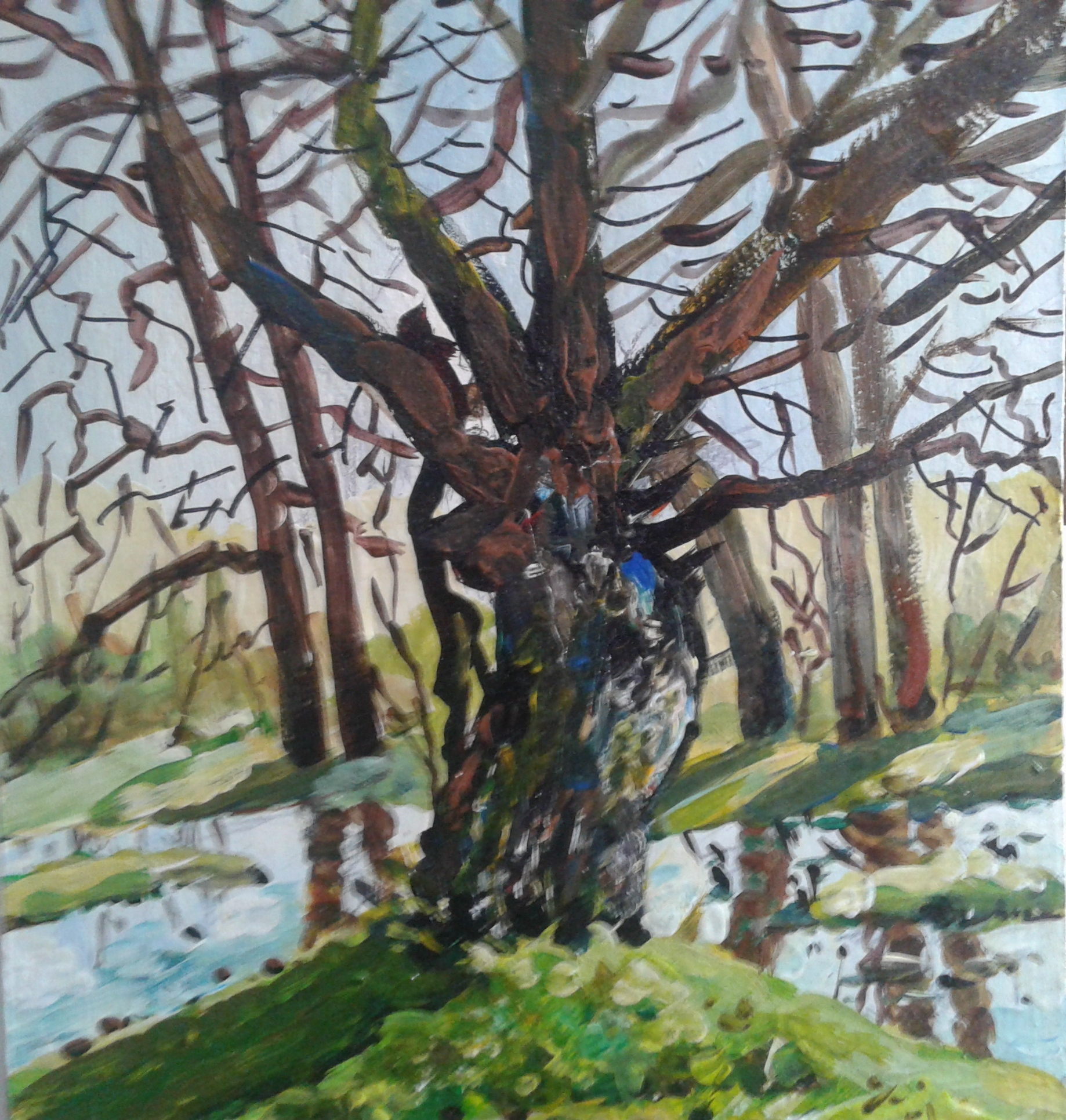
Картина "Старе дерево" Борисюк Я. А.